# Lijst van Surinaamse ministers van Natuurlijke Hulpbronnen
Lijst van ministers van Natuurlijke Hulpbronnen (NH) van Suriname.
| Ministerie                                          | Minister            | Partij      | Periode     | Kabinet        |
| --------------------------------------------------- | ------------------- | ----------- | ----------- | -------------- |
| Opbouw                                              | Frank Essed         | NPS         | 1958 - 1963 | Emanuels       |
| Opbouw                                              | Just Rens           | NPS         | 1963 - 1966 | Pengel I       |
| Opbouw                                              | -                   |             | 1967        | Pengel I       |
| Mijnbouw, Bosbouw en Domeinen                       | Chris Calor         | NPS         | 1967 - 1969 | Pengel II      |
| Mijnbouw, Bosbouw en Domeinen                       | Frans Lichtveld     |             | 1969        | May            |
| Mijnbouw, Bosbouw en Domeinen (hernoemd in: Opbouw) | Frank Essed         | PNP         | 1969 - 1973 | Sedney         |
| Opbouw                                              | Michael Cambridge   | NPS         | 1973 - 1977 | Arron I        |
| Opbouw                                              | Michael Cambridge   | NPS         | 1977 - 1980 | Arron II       |
| Opbouw                                              | Herman Adhin        |             | 1980        | Chin A Sen I   |
| Opbouw                                              | Herman Adhin        | 1980 - 1981 |             | Chin A Sen I   |
| Opbouw                                              | Henk Dahlberg       |             | 1981 - 1982 | Chin A Sen II  |
| Opbouw, Natuurlijke Hulpbronnen en Energie          | Erik Tjon Kie Sim   |             | 1982        | Neijhorst      |
| Natuurlijke Hulpbronnen en Energie                  | Erik Tjon Kie Sim   |             | 1983 - 1984 | Alibux         |
| Natuurlijke Hulpbronnen en Energie                  | Erik Tjon Kie Sim   |             | 1984 - 1985 | Udenhout I     |
| Natuurlijke Hulpbronnen en Energie                  | Kenneth Koole       |             | 1985 - 1986 | Udenhout II    |
| Natuurlijke Hulpbronnen en Energie                  | Harry Kensmil       | NPS         | 1986 - 1987 | Radhakishun    |
| Natuurlijke Hulpbronnen en Energie                  | Harry Kensmil       | NPS         | 1987 - 1988 | Wijdenbosch I  |
| Natuurlijke Hulpbronnen en Energie                  | Pretaap Radhakishun | VHP         | 1988 - 1990 | Shankar        |
| Natuurlijke Hulpbronnen                             | Eddy van Varsseveld |             | 1991        | Kraag          |
| Natuurlijke Hulpbronnen                             | Harold Pollack      | NPS         | 1991 - 1993 | Venetiaan I    |
| Natuurlijke Hulpbronnen                             | Franco Demon        | NPS         | 1993 - 1996 | Venetiaan I    |
| Natuurlijke Hulpbronnen                             | Errol Alibux        | NDP         | 1996 - 2000 | Wijdenbosch II |
| Natuurlijke Hulpbronnen                             | Franco Demon        | NPS         | 2000 - 2005 | Venetiaan II   |
| Natuurlijke Hulpbronnen                             | Gregory Rusland     | NPS         | 2005 - 2010 | Venetiaan III  |
| Natuurlijke Hulpbronnen                             | Jim Hok             | PALU        | 2010 - 2015 | Bouterse I     |
| Natuurlijke Hulpbronnen                             | Regilio Dodson      | DOE         | 2015 - 2019 | Bouterse II    |
| Natuurlijke Hulpbronnen                             | Sergio Akiemboto    | NDP         | 2019 - 2020 | Bouterse II    |
| Natuurlijke Hulpbronnen                             | David Abiamofo      | ABOP        | 2020 - 2025 | Santokhi       |
| Natuurlijke Hulpbronnen                             | David Abiamofo      | ABOP        | 2020 - 2025 | Simons         |